# Гай (папа)
Святи́й Гай (лат. Caius або лат. Gaius; ? — 22 квітня 296) — двадцять восьмий папа Римський (17 грудня 283—22 квітня 296), син Кая (Гая), ймовірно родич римського імператора Діоклетіана, походив з Далмації. Його могила з оригінальною епітафією відшукана 21 квітня 1622 року в катакомбах Калікста I. Його день святкується 22 квітня.